# Sewaren (New Jersey)
 Sewaren  – jednostka osadnicza w hrabstwie Middlesex w stanie New Jersey w USA. Miasto według danych z 2000 roku liczyło około 2,7 tys. mieszkańców. Powierzchnia - 2,6 km², z czego 2,5 km² to powierzchnia lądowa, a 0,1 km² - wodna (rzeki, jeziora). Położenie - 40°33'13"N i  74°15'40"W. Miejscowość należy do konglomeracji Woodbridge Township.